# Sterne d'Afrique
Thalasseus albididorsalis · Sterne royale d'Afrique, Sterne à dos pâle
Genre
La Sterne d'Afrique (Thalasseus albididorsalis) est une espèce d'oiseaux de la famille des Laridae. Jusqu'en 2020, elle était considérée comme une sous-espèce de la Sterne royale (Thalasseus maximus),. Elle est parfois appelée Sterne royale d'Afrique ou Sterne à dos pâle.

## Taxonomie et systématique
La Sterne d'Afrique a longtemps été considérée comme une sous-espèce de la sterne royale. Une étude publiée en 2017 a montré qu'elle est plus proche de la Sterne voyageuse (Thalasseus bengalensis) et de la Sterne huppée (Thalasseus bergii). En juillet 2020, l'Union International des Ornithologues l'a acceptée comme espèce à part entière.

## Description
La Sterne d'Afrique est l'une des plus grandes sternes huppées. Sa queue est fourchue et le bec de l'adulte est long et orange. Sa masse moyenne est 367 g et elle présente une envergure comprise entre 125 et 135 cm. En plumage nuptial, son dessous est blanc et ses parties supérieures gris pâle ; le dessus de la tête est noir avec une crête hirsute à l'arrière. Les rémiges primaires sont bordées de noir. Les pattes de l'adulte sont noires. Les adultes en plumage inter-nuptial sont similaires, sauf que le noir sur la tête est confiné à la crête. Les juvéniles ont un plumage variable. Le dessous est blanc et les parties supérieures striées et tachetées. Le bec est plus petit et jaune pâle ; les pattes sont rarement noires mais peuvent être vertes, jaunes ou roses.

## Répartition
On sait que la Sterne d'Afrique ne se reproduit que sur quelques îles au large des côtes africaines entre la Mauritanie et la Sénégambie, bien qu'elle soit soupçonnée de se reproduire à l'Est jusqu'au Nigeria. En dehors de la saison de reproduction, on peut la trouver le long de la côte du Maroc à la Namibie.

## Alimentation
Comme toutes les sternes du genre Thalasseus, la Sterne d'Afrique se nourrit en plongeant à la recherche de poissons et de crevettes, généralement dans les eaux côtières et à marée peu profondes. Elle plonge généralement directement, et non à partir du « vol stationnaire » privilégié par la Sterne arctique. Parmi les poissons capturés on retrouve des harengs, des mulets et des carangues.

## Statut
L'UICN n'a pas évalué le statut de la Sterne d'Afrique.